# 武茂兼綱
武茂 兼綱（むも かねつな）は、室町時代後期から安土桃山時代にかけての武将。武茂氏6代当主。

## 略歴
宇都宮正綱の子として誕生。父・正綱は断絶していた武茂氏の名跡を継ぎ、武茂太郎と称して武茂氏を再興したが、寛正4年11月13日（1463年11月23日）、宇都宮明綱が没すると下野宇都宮氏を継いだために、再び武茂氏は断絶する。
その後、長兄・成綱の命によって兼綱は武茂氏の養子となり、武茂氏を再興する。この頃の武茂氏と宇都宮氏は成綱が宇都宮氏の家督を継いだ時に対立しており、関係が良くなかった。兼綱の武茂氏継承は正綱以降、断絶している武茂氏を再興させるだけでなく、関係が悪化していた一門を再び取り込むという意味で重要であった。また、これによって手薄だった北の守りを整えるという宇都宮氏当主・成綱の思惑も成功した。しかし、その後成綱に対して不満を抱いた兼綱が反乱を起こしていることが確認できる。反乱の具体的な時期は不明であるが、初代古河公方・足利成氏が白河結城氏の一門である小峯氏に成綱と兼綱の和解の仲介を依頼した書状や、成綱方について兼綱と戦った宇都宮氏家臣の簗右京亮に対する感状が伝えられており、古河公方が武茂氏の反乱に対して宇都宮氏を擁護していたことが分かる。
その後、勢力を着実に拡大させている常陸国の佐竹氏と争った。また、兼綱の代に武茂城は修復整備された。
明応8年（1499年）には、乾徳寺の開基となり、武茂氏の菩提寺とした。